# Vasyl Malynivskyi
Vasyl Malynivskyi, né le 21 novembre 1992, est un coureur cycliste ukrainien.

## Palmarès et résultats

### Palmarès par année
- 2015
  - 2e du championnat d'Ukraine du critérium
  - 3e du Mémorial Roman Siemiński
  - 3e du Grand Prix de Minsk

### Classements mondiaux
| Année           | 2015 | 2016   |
| --------------- | ---- | ------ |
| UCI Europe Tour | 399e | 1 040e |
| UCI Asia Tour   |      | 447e   |